# Västra Fräkentjärnen
Västra Fräkentjärnen är en sjö i Skinnskattebergs kommun i Västmanland och ingår i Norrströms huvudavrinningsområde.